# Zamarada plana
Zamarada plana är en fjärilsart som beskrevs av Max Joseph Bastelberger 1909. Zamarada plana ingår i släktet Zamarada och familjen mätare. Inga underarter finns listade i Catalogue of Life.